# Grécia nos Jogos Olímpicos de Verão de 1928
Grécia competiu nos Jogos Olímpicos de Verão de 1928, realizados em Amsterdã, nos Países Baixos. 
Foi a oitava aparição do país nos Jogos Olímpicos, onde foi representado por 23 atletas, todos eles homens, que competiram em quatro esportes.

## Competidores
Esta foi a participação por modalidade nesta edição:
| Esporte   | Masculino | Feminino | Total |
| --------- | --------- | -------- | ----- |
| Atletismo | 13        | 0        | 13    |
| Boxe      | 2         | 0        | 2     |
| Esgrima   | 5         | 0        | 5     |
| Lutas     | 3         | 0        | 3     |
| Total     | 23        | 0        | 23    |

## Desempenho

### Atletismo
Masculino
Eventos de pista
| Atleta                                                                      | Evento              | Eliminatórias | Eliminatórias | Quartas de final | Quartas de final | Semifinal   | Semifinal   | Final       | Final       | Ref.   |
| Atleta                                                                      | Evento              | Tempo         | Pos.          | Tempo            | Pos.             | Tempo       | Pos.        | Tempo       | Pos.        | Ref.   |
| --------------------------------------------------------------------------- | ------------------- | ------------- | ------------- | ---------------- | ---------------- | ----------- | ----------- | ----------- | ----------- | ------ |
| Konstantinos Petridis                                                       | 100 m               | –             | 5º/bat. 3     | Não avançou      | Não avançou      | Não avançou | Não avançou | Não avançou | Não avançou | [ 3 ]  |
| Angelos Lambrou                                                             | 100 m               | 11.4          | 5º/bat. 1     | Não avançou      | Não avançou      | Não avançou | Não avançou | Não avançou | Não avançou | [ 3 ]  |
| Angelos Lambrou                                                             | 200 m               | –             | 4º/bat. 12    | Não avançou      | Não avançou      | Não avançou | Não avançou | Não avançou | Não avançou | [ 4 ]  |
| Renos Frangoudis                                                            | 100 m               | –             | 6º/bat. 9     | Não avançou      | Não avançou      | Não avançou | Não avançou | Não avançou | Não avançou | [ 3 ]  |
| Renos Frangoudis                                                            | 200 m               | –             | 4º/bat. 2     | Não avançou      | Não avançou      | Não avançou | Não avançou | Não avançou | Não avançou | [ 4 ]  |
| Nikolaos Papanikolaou                                                       | 100 m               | DNS           | DNS           | Não avançou      | Não avançou      | Não avançou | Não avançou | Não avançou | Não avançou | [ 3 ]  |
| Nikolaos Papanikolaou                                                       | 400 m               | DNS           | DNS           | Não avançou      | Não avançou      | Não avançou | Não avançou | Não avançou | Não avançou | [ 5 ]  |
| Vasilios Stavrinos                                                          | 200 m               | DNS           | DNS           | Não avançou      | Não avançou      | Não avançou | Não avançou | Não avançou | Não avançou | [ 3 ]  |
| Vasilios Stavrinos                                                          | 400 m               | –             | 4º/bat. 13    | Não avançou      | Não avançou      | Não avançou | Não avançou | Não avançou | Não avançou | [ 5 ]  |
| Vasilios Stavrinos                                                          | 800 m               | –             | 6º/bat. 1     | —                | —                | Não avançou | Não avançou | Não avançou | Não avançou | [ 6 ]  |
| Vasilios Stavrinos                                                          | 1500 m              | DNS           | DNS           | —                | —                | —           | —           | Não avançou | Não avançou | [ 7 ]  |
| Emmanuel Gneftos                                                            | 200 m               | DNS           | DNS           | Não avançou      | Não avançou      | Não avançou | Não avançou | Não avançou | Não avançou | [ 4 ]  |
| Emmanuel Gneftos                                                            | 400 m c/barreiras   | DNS           | DNS           | —                | —                | Não avançou | Não avançou | Não avançou | Não avançou | [ 8 ]  |
| Antonios Mangos                                                             | 400 m               | DNS           | DNS           | Não avançou      | Não avançou      | Não avançou | Não avançou | Não avançou | Não avançou | [ 5 ]  |
| Antonios Mangos                                                             | 800 m               | –             | 7º/bat. 3     | —                | —                | Não avançou | Não avançou | Não avançou | Não avançou | [ 6 ]  |
| Antonios Mangos                                                             | 1500 m              | DNS           | DNS           | —                | —                | —           | —           | Não avançou | Não avançou | [ 7 ]  |
| Vangelis Moiropoulos                                                        | 400 m               | DNS           | DNS           | Não avançou      | Não avançou      | Não avançou | Não avançou | Não avançou | Não avançou | [ 5 ]  |
| Vangelis Moiropoulos                                                        | 110 m c/barreiras   | 15.6          | 4º/bat. 8     | —                | —                | Não avançou | Não avançou | Não avançou | Não avançou | [ 9 ]  |
| Vangelis Moiropoulos                                                        | 400 m c/barreiras   | 58.4          | 3º/bat. 1     | —                | —                | Não avançou | Não avançou | Não avançou | Não avançou | [ 8 ]  |
| Grigorios Georgakopoulos                                                    | 800 m               | DNS           | DNS           | —                | —                | Não avançou | Não avançou | Não avançou | Não avançou | [ 6 ]  |
| Grigorios Georgakopoulos                                                    | 1500 m              | DNS           | DNS           | —                | —                | —           | —           | Não avançou | Não avançou | [ 7 ]  |
| L. Passy                                                                    | 800 m               | DNS           | DNS           | —                | —                | Não avançou | Não avançou | Não avançou | Não avançou | [ 6 ]  |
| Andreas Paouris                                                             | 1500 m              | DNS           | DNS           | —                | —                | Não avançou | Não avançou | Não avançou | Não avançou | [ 6 ]  |
| Andreas Paouris                                                             | 5000 m              | –             | 9º/bat. 2     | —                | —                | —           | —           | Não avançou | Não avançou | [ 10 ] |
| Athanassios Bekiaris                                                        | 5000 m              | DNS           | DNS           | —                | —                | Não avançou | Não avançou | Não avançou | Não avançou | [ 10 ] |
| Athanassios Bekiaris                                                        | 10000 m             | DNS           | DNS           | —                | —                | —           | —           | Não avançou | Não avançou | [ 11 ] |
| Vangelis Moiropoulos Konstantinos Petridis Angelos Lambrou Renos Frangoudis | Revezamento 4x100 m | 44.0          | 4º/bat. 1     | —                | —                | —           | —           | Não avançou | Não avançou | [ 12 ] |
| Stelios Benardis Renos Frangoudis Vangelis Moiropoulos Vasilios Stavrinos   | Revezamento 4x400 m | –             | 6º/bat. 2     | —                | —                | —           | —           | Não avançou | Não avançou | [ 13 ] |

Eventos de campo
| Atleta                 | Evento              | Eliminatórias | Eliminatórias | Final       | Final       | Ref.   |
| Atleta                 | Evento              | Marca         | Pos.          | Marca       | Pos.        | Ref.   |
| ---------------------- | ------------------- | ------------- | ------------- | ----------- | ----------- | ------ |
| Antonios Karyofyllis   | Salto em altura     | 1.77          | =19º          | Não avançou | Não avançou | [ 14 ] |
| Ioannis Karyofyllis    | Salto em altura     | 1.77          | =19º          | Não avançou | Não avançou | [ 14 ] |
| Argyris Karagiannis    | Salto com vara      | NM            | NM            | Não avançou | Não avançou | [ 15 ] |
| Stelios Benardis       | Salto com vara      | 3.30          | =14º          | Não avançou | Não avançou | [ 15 ] |
| Stelios Benardis       | Salto em distância  | DNS           | DNS           | Não avançou | Não avançou | [ 16 ] |
| Stelios Benardis       | Salto triplo        | DNS           | DNS           | Não avançou | Não avançou | [ 17 ] |
| Konstantinos Petridis  | Salto em distância  | 6.63          | 29º           | Não avançou | Não avançou | [ 16 ] |
| Konstantinos Petridis  | Salto triplo        | 13.83         | 17º           | Não avançou | Não avançou | [ 17 ] |
| Dimitrios Karabatis    | Arremesso de peso   | 12.98         | 15º           | Não avançou | Não avançou | [ 18 ] |
| Dimitrios Karabatis    | Lançamento de disco | 31.87         | 34º           | Não avançou | Não avançou | [ 19 ] |
| Georgios Zakharopoulos | Arremesso de peso   | DNS           | DNS           | Não avançou | Não avançou | [ 18 ] |
| Georgios Zakharopoulos | Lançamento de disco | DNS           | DNS           | Não avançou | Não avançou | [ 19 ] |
| Georgios Zakharopoulos | Lançamento de dardo | 55.50         | 20º           | Não avançou | Não avançou | [ 20 ] |

Evento combinado – Decatlo
| Atleta           | Evento | 100 m | SD     | AP    | SA   | 400 m  | 110B | LDi    | SV   | LDa     | 1500 m | Final | Pos. | Ref.   |
| ---------------- | ------ | ----- | ------ | ----- | ---- | ------ | ---- | ------ | ---- | ------- | ------ | ----- | ---- | ------ |
| Stelios Benardis | Result | 12.0  | 6.37   | 11.03 | 1.65 | 56.6   | 18.0 | 31.41  | 3.30 | 44.48   | 5:13.8 | 5270  | 20º  | [ 21 ] |
| Stelios Benardis | Pontos | 666,8 | 698,65 | 569   | 608  | 684,16 | 715  | 475,60 | 649  | 545,700 | 538.0  | 5270  | 20º  | [ 21 ] |

### Boxe
| Atleta          | Evento | Fase de 32           | Oitavas de final     | Quartas de final     | Semifinal            | Final       | Final       | Ref.   |
| Atleta          | Evento | Adversário Resultado | Adversário Resultado | Adversário Resultado | Adversário Resultado | Pos.        |             | Ref.   |
| --------------- | ------ | -------------------- | -------------------- | -------------------- | -------------------- | ----------- | ----------- | ------ |
| Nikolaos Fexis  | Mosca  | CHI Turra V          | MEX Gaona D          | Não avançou          | Não avançou          | Não avançou | Não avançou | [ 22 ] |
| Georgios Kladis | Médio  | GER Leidmann D       | Não avançou          | Não avançou          | Não avançou          | Não avançou | Não avançou | [ 23 ] |

### Esgrima
Masculino
| Atleta                                                                                             | Evento             | Primeira fase | Primeira fase | Semifinal | Semifinal   | Final                | Final       | Barrage              | Barrage     | Ref.   |
| Atleta                                                                                             | Evento             | Adversário Resultado | Pos.          | Adversário Resultado | Pos.        | Adversário Resultado | Pos.        | Adversário Resultado | Pos.        | Ref.   |
| -------------------------------------------------------------------------------------------------- | ------------------ | --- | ------------- | --- | ----------- | -------------------- | ----------- | -------------------- | ----------- | ------ |
| Konstantinos Botasis                                                                               | Florete individual | FRA Gaudin D 0–5 USA Levis D 2–5 SUI Empeyta D 2–5 GBR Pearce D 3–5 GER Gazzera V 5–4                                           | 6º (Gr. 3)    | Não avançou | Não avançou | Não avançou          | Não avançou | Não avançou          | Não avançou | [ 24 ] |
| Konstantinos Nikolopoulos                                                                          | Florete individual | ITA Pignotti D 0–5 ARG Viñas D 3–5 BEL Pêcher D 2–5 NED Kunze D 1–5 POR Herédia D 3–5 SUI Albaret D 0–5 GBR Montgomerie V 5–3   | 8º (Gr. 4)    | Não avançou | Não avançou | Não avançou          | Não avançou | Não avançou          | Não avançou | [ 24 ] |
| Tryfon Triantafyllakos                                                                             | Espada individual  | FRA Buchard D SUI Jacquet D GBR Holt D TCH Jungmann V CHI Goyoaga V BUL Vasilev V FIN Kettunen V MEX Mercado D                  | 4º (Gr. 6) Q  | BEL Tom D FRA Buchard D USA Milner D SWE Hellsten D HUN Rády D TCH Jungmann D SUI Fitting D DEN Berthelsen V POR D'Eça Leal V GBR Childs V GER Fischer V | =9º (Gr. 2) | Não avançou          | Não avançou | Não avançou          | Não avançou | [ 25 ] |
| Konstantinos Bembis                                                                                | Espada individual  | BEL Tom D FRA Massard D ROM Penescu D DEN Ryefelt D USA Milner D ARG Martínez V TCH Černohorský V NED De Jong V NOR Lorentzen E | 8º (Gr. 4)    | Não avançou | Não avançou | Não avançou          | Não avançou | Não avançou          | Não avançou | [ 25 ] |
| Georgios Ambet                                                                                     | Espada individual  | FRA Gaudin D SUI Fitting D BEL Delporte D GER Fischer D POR Paredes D ROM Gheorghiu D EGY Adda D GBR Childs V ARG Llauró V      | =8º (Gr. 5)   | Não avançou | Não avançou | Não avançou          | Não avançou | Não avançou          | Não avançou | [ 25 ] |
| Konstantinos Botasis Tryfon Triantafyllakos Kostas Nikolopoulos Georgios Ambet Konstantinos Bembis | Espada por equipes | FRA França D 4–12 TCH Checoslováquia D 4–10                                                                                     | 3º (Gr. 1)    | Não avançou | Não avançou | Não avançou          | Não avançou | —                    | —           | [ 26 ] |
| Konstantinos Botasis Georgios Ambet Tryfon Triantafyllakos Kostas Nikolopoulos                     | Sabre por equipes  | ITA Itália D 0–16 FRA França D 3–13                                                                                             | 3º (Gr. 1)    | Não avançou | Não avançou | Não avançou          | Não avançou | —                    | —           | [ 27 ] |

### Lutas
Greco-romana
| Atleta            | Evento   | Fase 1               | Fase 2               | Fase 3               | Fase 4               | Fase 5               | Fase final           | Fase final  | Ref.   |
| Atleta            | Evento   | Adversário Resultado | Adversário Resultado | Adversário Resultado | Adversário Resultado | Adversário Resultado | Adversário Resultado | Pos.        | Ref.   |
| ----------------- | -------- | -------------------- | -------------------- | -------------------- | -------------------- | -------------------- | -------------------- | ----------- | ------ |
| Georgios Zervinis | −58 kg   | HUN Zombori D RD     | Não avançou          | Não avançou          | Não avançou          | Não avançou          | Não avançou          | Não avançou | [ 28 ] |
| Vasilios Pavlidis | −67,5 kg | SWE Pettersson D RD  | TUR Yalaz D F        | Não avançou          | Não avançou          | Não avançou          | Não avançou          | Não avançou | [ 29 ] |

Livre
| Atleta            | Evento | Oitavas de final     | Quartas de final     | Semifinal            | Final                | Disputa pela prata/bronze | Disputa pela prata/bronze | Ref.   |
| Atleta            | Evento | Adversário Resultado | Adversário Resultado | Adversário Resultado | Adversário Resultado | Adversário Resultado      | Pos.                      | Ref.   |
| ----------------- | ------ | -------------------- | -------------------- | -------------------- | -------------------- | ------------------------- | ------------------------- | ------ |
| Theofilos Tomazos | −72 kg | EST Praks D          | Não avançou          | Não avançou          | Não avançou          | Não avançou               | Não avançou               | [ 30 ] |

Legenda
| Recorde mundial      | Recorde mundial (World record)               |                       | Recorde africano                      | Recorde africano (African) |                                           | Q | Classificado por posição (Qualified) |
| Recorde olímpico     | Recorde olímpico (Olympic record)            | Recorde da América    | Recorde da América (Americas)         | q                          | Classificado por melhor tempo (Qualified) |   |                                      |
| Melhor marca do ano  | Melhor marca do ano (World leading)          | Recorde asiático      | Recorde asiático (Asian)              | DNS                        | Não largou (Did not start)                |   |                                      |
| Recorde nacional     | Recorde nacional (National record)           | Recorde europeu       | Recorde europeu (European)            | DNF                        | Não terminou (Did not finish)             |   |                                      |
| Recorde pessoal      | Recorde pessoal do atleta (Personal best)    | Recorde da Oceania    | Recorde da Oceania (Oceania)          | DSQ / DQ                   | Desclassificado (Disqualified)            |   |                                      |
| Recorde da temporada | Recorde da temporada do atleta (Season best) | Recorde sul-americano | Recorde sul-americano (South America) | NM                         | Sem marca (No mark)                       |   |                                      |